# 湯姆·哈斯
湯姆·哈斯（英語：Tom Hulce，1953年12月6日—）是美國的一位演員和製作人。他憑藉在《阿瑪迪斯》中飾演莫扎特而獲得奧斯卡獎的提名。2007年，他獲得托尼獎。